# Wär Gott nicht mit uns diese Zeit, BWV 14
Wär Gott nicht mit uns diese Zeit, BWV 14 (Si Déu no hagués estat amb nosaltres), és una cantata per al quart diumenge després de l'Epifania, estrenada a Leipzig el 30 de gener de 1735 i és, probablement, l'última que Bach escrigué.

## Origen i context
D'autor desconegut, Bach aprofita per als números extrems la primera i la tercera estrofa de l'himne homònim de Luter de 1524, que és una traducció lliure del salm 124; té una relació evident amb l'evangeli del dia (Mateu 8, 23-27) que narra com Jesús calmà la tempesta que el sorprengué amb els deixebles al llac de Genesaret i explica que només la protecció de Déu ens pot salvar del desastre. Tan sols es conserva una altra cantata per a aquest diumenge, la BWV 81 de l'any 1724.

## Anàlisi
Obra escrita per a soprano, tenor, baix i cor; trompa, dos oboès, corda i baix continu. Consta de cinc números, amb un únic recitatiu al mig.
1. Cor: “Wär Gott nicht mit uns diese Zeit” (Si Déu no hagués estat amb nosaltres)
2. Ària (soprano): “Unsre Stärke heißt zu schwach” (Les nostres forces són febles)
3. Recitatiu (tenor): “Ja, hätt es Gott nur zugegeben” (Si Déu ho hagués realment volgut)
4. Ària (baix): “Gott, bei deinem starken Schützen” (Déu, amb la vostra protecció potent)
5. Coral: “Gott Lob und Dank, der nicht zugab” (Lloances i gràcies al Senyor)

El cor inicial és una pàgina extraordinària amb un gran refinament tècnic, un motet concertant a quatre veus amb una cinquena, entonada com a cantus firmus a càrrec de la trompa i els oboès. L'ària per a soprano, el número 2, té tres seccions però la tercera no és la repetició habitual, a capo, sinó que és un resum escrit detalladament per Bach. El recitatiu de tenor al·ludeix a les imatges del text, sobre el fort onatge i la tempestat, que es troben també en l'ària del baix. El coral final, entona a cappella la melodia de l'himne luterà. Té una durada aproximada d'un quart d'hora.

## Discografia seleccionada
- J.S. Bach: Das Kantatenwerk. Sacred Cantatas Vol. 1. Gustav Leonhardt, Tölzer Knabenchor, Gerhard Schmidt-Gaden (director del cor) & King’s College Choir Cambridge, David Wilcocks (director del cor), Leonhardt-Consort, Peter Hinterreiter, Marius van Altena, Max van Egmond. (Teldec), 1994.
- J.S. Bach: The complete live recordings from the Bach Cantata Pilgrimage. CD 7: Romsey Abbey, Hampshire; 30 de gener de 2000. John Eliot Gardiner, Monteverdi Choir, English Baroque Soloists, Joanne Lunn, Paul Agnew, Peter Harvey. (Soli Deo Gloria), 2013.
- J.S. Bach: Complete Cantatas Vol. 20 . Ton Koopman, Amsterdam Baroque Orchestra & Choir, Johannette Zomer, James Gilchrist, Kalus Mertens. (Challenge Classics), 2006.
- J. S. Bach: Church Cantatas Vol. 5. Helmuth Rilling, Gächinger Kantorei, Württembergisches Kammerorchester Helibron, Bach-Collegium Stuttgart, Krisztina Láki, Aldo Baldin, Philippe Huttenlocher. (Hänssler), 1999.
- J.S. Bach: Cantatas Vol. 54. Masaaki Suzuki, Bach Collegium Japan, Hana Blazikova, Gerd Türk, Peter Kooij. (BIS), 2013.